# Zethenia florida
Zethenia florida är en fjärilsart som beskrevs av Max Joseph Bastelberger 1911. Zethenia florida ingår i släktet Zethenia och familjen mätare. Inga underarter finns listade i Catalogue of Life.